# Spencer (Indiana)
Spencer è una città degli Stati Uniti d'America, situata nello Stato dell'Indiana e in particolare nella Contea di Owen, della quale è anche il capoluogo.
Qua nacque l'ammiraglio ed aviatore Henry Mullinnix.